# Atractotomus rubidus
Atractotomus rubidus är en insektsart som först beskrevs av Philip Reese Uhler 1895.  Atractotomus rubidus ingår i släktet Atractotomus och familjen ängsskinnbaggar. Inga underarter finns listade i Catalogue of Life.